# Tomaso Poggio
Tomaso Poggio (né le 11 septembre 1947 à Gênes en Italie) est un informaticien italien. Il est un des créateurs du McGovern Institute for Brain Research, un institut de recherche du MIT, et directeur du Center for Brains, Minds & Machines.

## Biographie
Né à Gênes, Tomaso Poggio a étudié à l'Istituto Arecco. Il effectue son doctorat en physique à l'Université de Gênes. Il axe ses recherches sur les problématiques de l'intelligence artificielle à l'Institut Max Planck à Tuebingen en Allemagne, en collaboration avec Werner Reichardt, David C. Marr et Francis H.C. Crick en particulier. Ses apports concernent la théorie de l'apprentissage, la vision par ordinateur. Ses travaux récents sont consacrés aux neurosciences, essayant de comprendre comment le système visuel apprend à reconnaître des scènes et des objets. Il rejoint le laboratoire de recherche du MIT en 1981 après 10 ans passés en Allemagne.
Il est membre de l' American Academy of Arts and Sciences, a été récompensé par l'Université de Pavie, et a été nommé par l'Association américaine pour l'avancement des sciences (American Association for the Advancement of Science, AAAS). Il est cité par de nombreux chercheurs en neurosciences.

## Prix et récompenses
- 1979 : Médaille Otto Hahn
- 2000 : Honorary degree, Université de Pavie
- 2014 : Prix Swartz[4]